# Gymnolaemata
Los gimnolemados (Gymnolaemata, gr. "garganta desnuda") son una clase del filo Bryozoa. Son animales coloniales sésiles, mayoritariamente marinos que crecen sobre la superficie de las rocas, algas laminariales y, en algunos casos sobre animales, como por ejemplo peces. Forman colonias en que los zooides son cilíndricos o aplanados. El lofóforo es evaginado por la acción músculos que empujan el muro frontal. Este orden contiene la mayoría de las especies actuales de briozoos.

## Taxonomía
La clase Gymnolaemata incluye los siguientes órdenes:
- Cheilostomata
- Ctenostomata
- Cryptostomata †

- Datos: Q135050
- Multimedia: Gymnolaemata / Q135050
- Especies: Gymnolaemata